# 若隆元渡
若隆元 渡（わかたかもと わたる、本名：大波 渡（おおなみ わたる）、1991年12月29日 - ）は、福島県福島市出身（出生地は愛知県名古屋市）で荒汐部屋所属の現役大相撲力士。身長183.0cm、体重122.9kg、血液型はO型。最高位は東幕下7枚目（2018年9月場所）。

## 来歴
祖父は小結・若葉山（時津風部屋・12代錣山）、父は幕下・若信夫（立田川部屋）、弟は関脇・若元春と関脇・若隆景（ともに荒汐部屋）という力士一家。
学法福島高校在学中は福島県大会優勝の実績を残し、在学中の2009年11月場所で初土俵を踏んだ。2010年1月場所で序ノ口に昇進して1場所で通過、翌3月場所から序二段に上がって2場所で通過し、同年7月場所からは三段目に昇進。2年後の2012年7月場所で幕下に昇進した。2016年9月場所は西幕下11枚目まで番付を上げたが3番目の相撲で左肩を負傷して途中休場し、場所後には手術を受けた。翌11月場所も怪我の治療のため全休し、翌2017年1月場所で復帰。
2017年5月場所、末弟の入門に合わせて四股名を本名の「大波」から「若隆元」改名。由来は三子教訓状で知られる戦国武将・毛利元就の3人の息子たち。その中の長男、毛利隆元で、弟二人も吉川元春と小早川隆景（毛利隆元の弟）から名前を取り、それぞれ「若元春」「若隆景」と名乗った。なお、「若」の字は、祖父の若葉山と父の若信夫から来ている。改名後は、2018年7月場所で2016年9月場所以来となる自己最高位の更新となり、4勝3敗と勝ち越して翌9月場所では幕下1桁台の番付まで上がった。
師匠の8代荒汐の停年直前の場所である2020年3月場所は負け越し、勝ち越しを捧げることができなかった。

## 人物
入門時の師匠である8代荒汐によると2人の弟のまとめ役で、若手時代は良く殴り合いのけんかをしていた弟2人も若隆元の言うことはちゃんと聞いていたという。
出身地は福島県だが、5歳まで名古屋に住んでいた影響もあって大の中日ドラゴンズファンでありファンクラブにも入っている。

## エピソード
- 兄弟子の蒼国来の引退相撲で、自身は幕下ではあったが部屋関係者の行事ということで3兄弟揃って化粧廻しを付けて土俵入りを行った[9]。
- 出生時は胸骨の一部が陥没している生まれつきの病気「漏斗胸」で右肺が通常の半分しか無く、医師からは激しい運動を止められていた[10]。

## 主な成績
2025年7月場所終了現在
- 通算成績：332勝277敗35休（93場所）

### 場所別成績
| | 一月場所 初場所（東京） | 三月場所 春場所（大阪） | 五月場所 夏場所（東京） | 七月場所 名古屋場所（愛知） | 九月場所 秋場所（東京） | 十一月場所 九州場所（福岡） |
| --- | ----------------------- | ----------------------- | ----------------------- | --------------------------- | ----------------------- | --------------------------- |
| 2009年 （平成21年） | x                       | x                       | x                       | x                           | x                       | （前相撲）                  |
| 2010年 （平成22年） | 東序ノ口25枚目 6–1      | 西序二段56枚目 5–2      | 西序二段17枚目 5–2      | 西三段目80枚目 5–2          | 東三段目48枚目 3–4      | 東三段目64枚目 3–4          |
| 2011年 （平成23年） | 西三段目82枚目 4–3      | 八百長問題 により中止   | 東三段目65枚目 2–5      | 西三段目81枚目 4–3          | 東三段目64枚目 3–4      | 西三段目81枚目 5–2          |
| 2012年 （平成24年） | 東三段目51枚目 5–2      | 西三段目25枚目 4–3      | 西三段目11枚目 5–2      | 東幕下51枚目 3–4            | 西三段目5枚目 6–1       | 東幕下31枚目 2–5            |
| 2013年 （平成25年） | 東幕下52枚目 2–5        | 東三段目9枚目 4–3       | 西幕下59枚目 2–5        | 東三段目18枚目 5–2          | 東幕下57枚目 5–2        | 西幕下36枚目 4–3            |
| 2014年 （平成26年） | 東幕下28枚目 3–4        | 西幕下37枚目 5–2        | 西幕下23枚目 4–3        | 東幕下20枚目 3–4            | 西幕下27枚目 3–4        | 東幕下37枚目 5–2            |
| 2015年 （平成27年） | 西幕下22枚目 3–4        | 西幕下28枚目 3–4        | 西幕下37枚目 3–4        | 東幕下48枚目 6–1            | 東幕下21枚目 3–4        | 東幕下30枚目 4–3            |
| 2016年 （平成28年） | 西幕下24枚目 3–4        | 東幕下32枚目 5–2        | 東幕下20枚目 4–3        | 西幕下14枚目 4–3            | 西幕下11枚目 1–2–4      | 幕下30枚目 休場 0–0–7       |
| 2017年 （平成29年） | 西三段目10枚目 5–2      | 東幕下48枚目 4–3        | 東幕下39枚目 3–4        | 東幕下49枚目 4–3            | 西幕下40枚目 1–1–5      | 西三段目10枚目 6–1          |
| 2018年 （平成30年） | 東幕下34枚目 5–2        | 西幕下22枚目 5–2        | 西幕下13枚目 4–3        | 西幕下10枚目 4–3            | 東幕下7枚目 2–5         | 東幕下22枚目 2–5            |
| 2019年 （平成31年 /令和元年） | 東幕下40枚目 5–2        | 西幕下24枚目 5–2        | 東幕下12枚目 2–5        | 東幕下26枚目 4–3            | 東幕下22枚目 5–2        | 東幕下13枚目 3–4            |
| 2020年 （令和2年） | 西幕下17枚目 4–3        | 東幕下13枚目 3–4        | 感染症拡大 により中止   | 東幕下16枚目 3–4            | 東幕下22枚目 3–4        | 西幕下28枚目 4–3            |
| 2021年 （令和3年） | 西幕下21枚目 休場 0–0–7 | 西幕下21枚目 2–5        | 西幕下38枚目 5–2        | 西幕下22枚目 5–2            | 東幕下12枚目 2–5        | 東幕下28枚目 5–2            |
| 2022年 （令和4年） | 東幕下17枚目 4–3        | 西幕下13枚目 3–4        | 西幕下15枚目 3–4        | 西幕下21枚目 2–5            | 西幕下40枚目 4–3        | 西幕下33枚目 4–3            |
| 2023年 （令和5年） | 西幕下26枚目 4–3        | 西幕下20枚目 3–4        | 西幕下29枚目 5–2        | 東幕下19枚目 4–3            | 西幕下13枚目 2–5        | 西幕下26枚目 0–2–5          |
| 2024年 （令和6年） | 西三段目3枚目 5–2       | 東幕下43枚目 6–1        | 西幕下17枚目 3–4        | 東幕下25枚目 3–4            | 西幕下35枚目 3–4        | 西幕下43枚目 4–3            |
| 2025年 （令和7年） | 西幕下33枚目 4–3        | 西幕下24枚目 1–6        | 東幕下60枚目 休場 0–0–7 | 西三段目40枚目 6–1          | x                       | x                           |
| 各欄の数字は、「勝ち-負け-休場」を示す。 優勝 引退 休場 十両 幕下 三賞：敢=敢闘賞、殊=殊勲賞、技=技能賞 その他：★=金星 番付階級：幕内 - 十両 - 幕下 - 三段目 - 序二段 - 序ノ口 幕内序列：横綱 - 大関 - 関脇 - 小結 - 前頭（「#数字」は各位内の序列） |                         |                         |                         |                             |                         |                             |

## 改名歴
- 大波 渡（おおなみ わたる）2009年11月場所 - 2017年3月場所
- 若隆元 渡（わかたかもと -）2017年5月場所 -